# Zosterops atrifrons
El anteojitos frentinegro (Zosterops atrifrons) es una especie de ave paseriforme en la familia Zosteropidae.

## Distribución geográfica y hábitat
Es endémica de las Célebes (biogeográficamente).
Se reconocen las siguientes subespecies:
- Z. a. atrifrons Wallace, 1864 (norte de Célebes)
- Z. a. surdus (centro de Célebes)
- Z. a. subatrifrons (Peleng y otras islas Banggai)
- Z. a. sulaensis (islas Sula)

Sus hábitats naturales son las bosques tropicales o subtropicales húmedos.